# حادثة سحل الأمير
يقع سِحل الأمير خارج مدينة راوة في محافظة الأنبار غرب العراق.
استغل مسلحون عراقيون ومتطوعون آخرون من جنسيات مختلفة هذا المكان النائي للتجمع والاختباء بعد احتلال العراق في نيسان 2003. وفي فجر يوم 13 حزيران 2003، استهدف الطيران الأمريكي أماكن تجمعهم وقتلت بحدود 100 شخص عن طريق قصفهم بقذائف الطيارات ثم عمليات إنزال لقتل من تبقى منهم.
وقد كتب الشاعر الراحل محمد سعيد الجميلي قصيدة حول الحادثة، مطلعها: